# سیارک ۳۸۶۵
سیارک ۳۸۶۵ (به انگلیسی: 3865 Lindbloom، نامگذاری:1988AY4) سه هزار و هشتصد و شصت و پنجمین سیارک کشف شده‌است که در ۱۳ ژانویه ۱۹۸۸ کشف شد.
قدر مطلق سیارک برابر ۴۰.۱ است.